# مایکل کورلئونه
مایکل کورلئونه (به ایتالیایی: Michael Corleone) نام شخصیت داستانی-سینمایی کتاب و فیلم پدرخوانده ساختهٔ ماریو پوزو و فرانسیس فورد کاپولا می‌باشد که ایفای این نقش به عهدهٔ آل پاچینو بود. آل پاچینو برای بازی در این کاراکتر نامزد دو جایزهٔ اسکار و یک گلدن گلوب شد که به هیچ یک از آنها دست نیافت.
از این نقش به عنوان یکی از ماندگارترین نقش‌های تاریخ سینما یاد می‌شود.

## روزشمار زندگی
- سال ۱۹۲۰: زاده‌شدن مایکل کورلئونه
- سال ۱۹۴۷: ازدواج با آپولونیا
- سال ۱۹۵۴: پدر خوانده شدن
- سال ۱۹۷۹: تاسیس خیریه ویتو کورلئونه

از راست به چپ: جان کازال (فردو)، جیمز کان (سانی)، مارلون براندو (ویتو کورلئونه)، و آل پاچینو در نقش (مایکل کورلئونه)

- سال ۱۹۹۷: مرگ مایکل کورلئونه